# Haageocereus pacalaensis
Haageocereus pacalaensis es una especie de planta fanerógama de la familia Cactaceae.

## Distribución
Es endémica de Perú. Es una especie extremadamente rara en la vida silvestre.

## Descripción
Haageocereus pacalaensis tiene un crecimiento arbustivo multi-ramificado desde la base, los tallos erectos, de color verde amarillento que alcanzan 10-12 cm de diámetro. Tiene 17 a 20 costillas presentes. Los primeros dos a cuatro fuertes espinas centrales son grises y de 1-7 cm de largo. Las hasta 25 espinas radiales son grises y tienen una longitud de hasta 1 cm.
Las blancas flores alcanzan una longitud de hasta 10 centímetros. El fruto es verde y esférico, de color rojizo con un diámetro de hasta 8 cm.

## Taxonomía
Haageocereus pacalaensis fue descrita por Curt Backeberg y publicado en The Cactaceae; descriptions and illustrations of plants of the cactus family 3: 161, f. 169, 170. 1922.
Etimología
Haageocereus: nombre genérico  de Haageo en honor al apellido de la familia Haage, cultivadores alemanes, y Cereus = cirio, en referencia a la forma de cirio o columna de sus tallos.
pacalaensis epíteto geográfico que alude a su localización en la ciudad peruana de Pacala.
Sinonimia
- Binghamia pacalaensis
- Haageocereus laredensis
- Binghamia laredensis
- Haageocereus horrens
- Haageocereus repens
- Haageocereus tenuispinus[4]